# Paul Connell

Wappen von Paul Connell

Paul Connell (* 27. Januar 1958 in Mullingar, County Westmeath) ist ein irischer römisch-katholischer Geistlicher und Bischof von Ardagh.

## Leben
Paul Connell besuchte die St. Mary’s Primary School und ab 1970 das Saint Finian’s College in Mullingar. Von 1975 bis 1982 studierte er Philosophie und Katholische Theologie am St Patrick’s College in Maynooth, an dem er 1978 einen Bachelor of Arts und 1981 einen Bachelor of Divinity erlangte. Am 20. Juni 1982 empfing er in der Kathedrale Christ the King in Mullingar das Sakrament der Priesterweihe für das Bistum Meath.
Connell war zunächst als Pfarrvikar in Rochfortbridge tätig. Nachdem er 1983 einen Abschluss im Fach Bildungswissenschaften erlangt hatte, unterrichtete er am Saint Finian’s College in Mullingar. Ab 1989 fungierte er als dessen Vizepräsident und ab 1998 schließlich als Präsident. Außerdem wirkte er als Kaplan am Saint Mary’s Hospital in Mullingar. Daneben erwarb Connell 1994 an der Maynooth University mit der Arbeit National education in Co. Meath, 1824–1841 („Nationale Bildung im County Meath, 1824–1841“) einen Master im Fach Regionalgeschichte und wurde 2002 mit der Arbeit The diocese of Meath during the episcopacy of John Cantwell 1830–1866 („Das Bistum Meath während des Episkopats von John Cantwell 1830–1866“) im Fach Geschichtswissenschaft promoviert. Ab 2002 lehrte er zusätzlich Kirchengeschichte am Milltown Institute of Theology in Dublin. Darüber hinaus leitete er von 2013 bis 2018 die Vereinigung der weiterführenden Schulen in Irland. Ab 2019 war Connell Sekretär der Bildungskommission der Irischen Bischofskonferenz. 2020 wurde er zudem Kanzler der Kurie des Bistums Meath und 2021 Pfarradministrator der Pfarrei Saint Nicholas in Multyfarnham. Überdies wirkte Connell mehrere Jahre während der Sommermonate als Seelsorger in den Pfarreien All Saints und Saint Gabriel im Erzbistum Miami sowie in der Pfarrei Saint Gregory im Bistum San Diego.
Am 5. April 2023 ernannte ihn Papst Franziskus zum Bischof von Ardagh. Der Erzbischof von Armagh, Eamon Martin, spendete ihm am 18. Juni desselben Jahres in der Kathedrale St. Mel in Longford die Bischofsweihe; Mitkonsekratoren waren der Erzbischof von Tuam, Francis Duffy, und der Bischof von Meath, Thomas Deenihan.

## Schriften
- National education in Co. Meath, 1824–1841. St. Patrick’s College, Maynooth 1994, OCLC 969852290.
- Parson, priest, and master. National education in Co. Meath, 1824–41 (= Maynooth studies in local history. Band 1). Irish Academic Press, Blackrock 1995, ISBN 978-0-7165-2570-7.
- Olive C. Curran, Paul Connell: History of the Diocese of Meath 1860–1993. 3 Bände. Mullingar, 1995, ISBN 978-0-9520351-0-7.
- Cathedral of Christ the King, Mullingar. 1998, OCLC 876874541.
- Irish townlands. Studies in local history. Four Courts Press, Dublin 1998, ISBN 978-1-85182-319-2.
- The diocese of Meath during the episcopacy of John Cantwell 1830–1866. National University of Ireland, Maynooth 2002, OCLC 969856728.
- The Diocese of Meath under Bishop John Cantwell 1830–66. Four Courts Press, Dublin 2004, ISBN 978-1-85182-823-4.